# John Muirhead
Sir John Muirhead, britanski general, * 19. april 1889, † 17. februar 1972.